# نیکولای دونف
نیکولای دونف (بلغاری: Николай Донев؛ زادهٔ ۱۵ دسامبر ۱۹۵۷) بازیکن فوتبال اهل بلغارستان است.
وی همچنین در تیم ملی فوتبال بلغارستان بازی کرده است.